# Не чекали
«Не чека́ли» (рос. Не ждали) — картина художника Іллі Рєпіна (1844—1930), написана у 1884—1888 роках. Належить до колекції Третьяковської галереї (інв. 740). Розмір картини — 160,5 × 167,5 см.
Рєпін почав роботу над основним варіантом картини 1884 року на дачі в Мартишкіні під Петербургом (див. #Історія). Цього ж року картину експонували на 12-й виставці Товариства пересувних художніх виставок («пересувників»), яка відбувалася в Петербурзі, після чого це полотно було у складі виставки, що подорожувала іншими містами Російської імперії.
1885 року Павло Третьяков викупив картину в автора. Згодом, у 1885, 1887 і 1888 роках, Ілля Рєпін вніс до неї зміни, що здебільшого стосувались обличчя чоловіка, який входить до кімнати.
Картина зображає першу реакцію родини на повернення революціонера-народовольця із заслання (див. #Опис). Цей твір вважають «найзначнішим і наймонументальнішим із полотен Рєпіна на революційні теми» (див. #Відгуки та критика).

## Історія

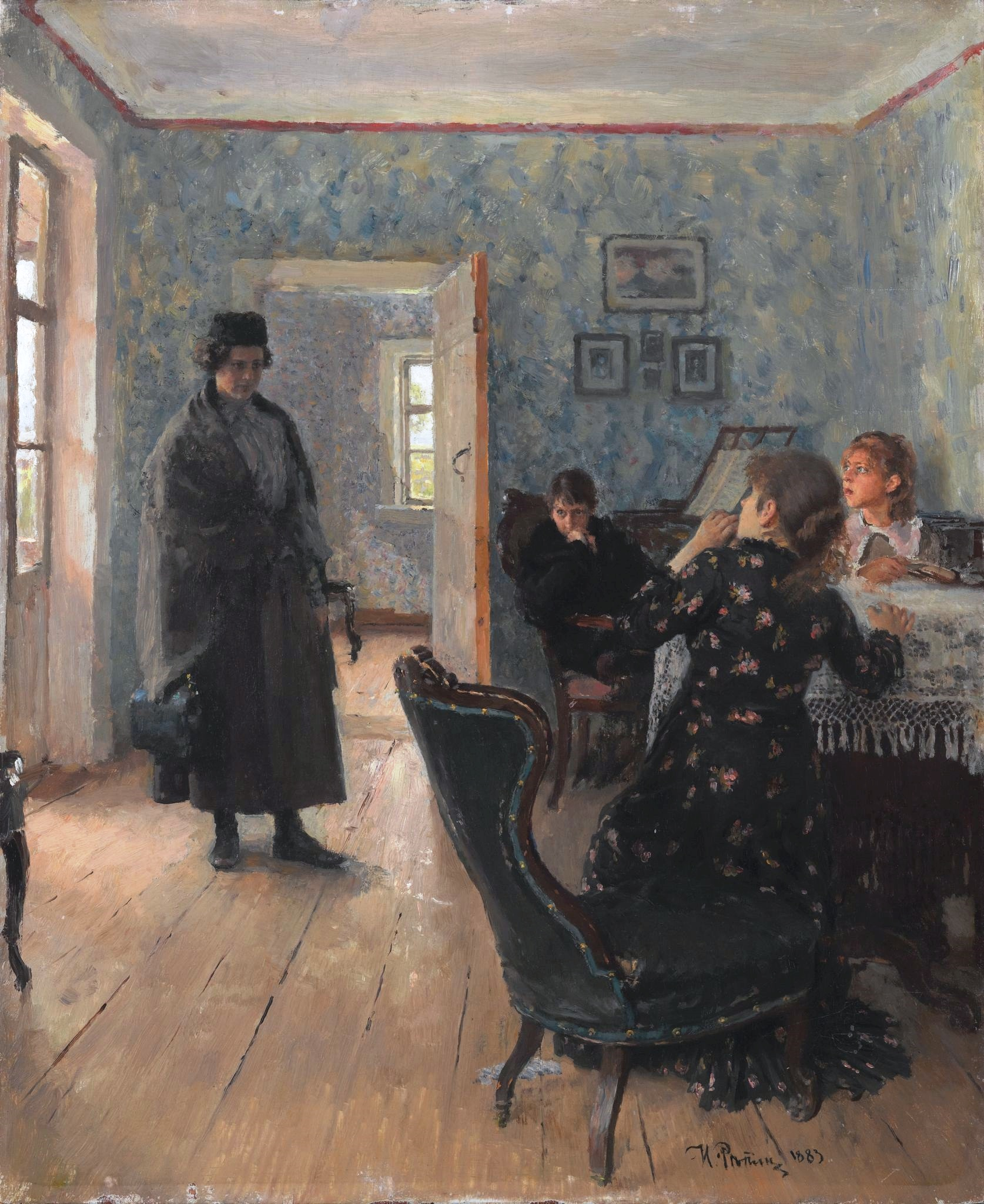
«Не чекали» (перший варіант картини, розпочато в 1883)

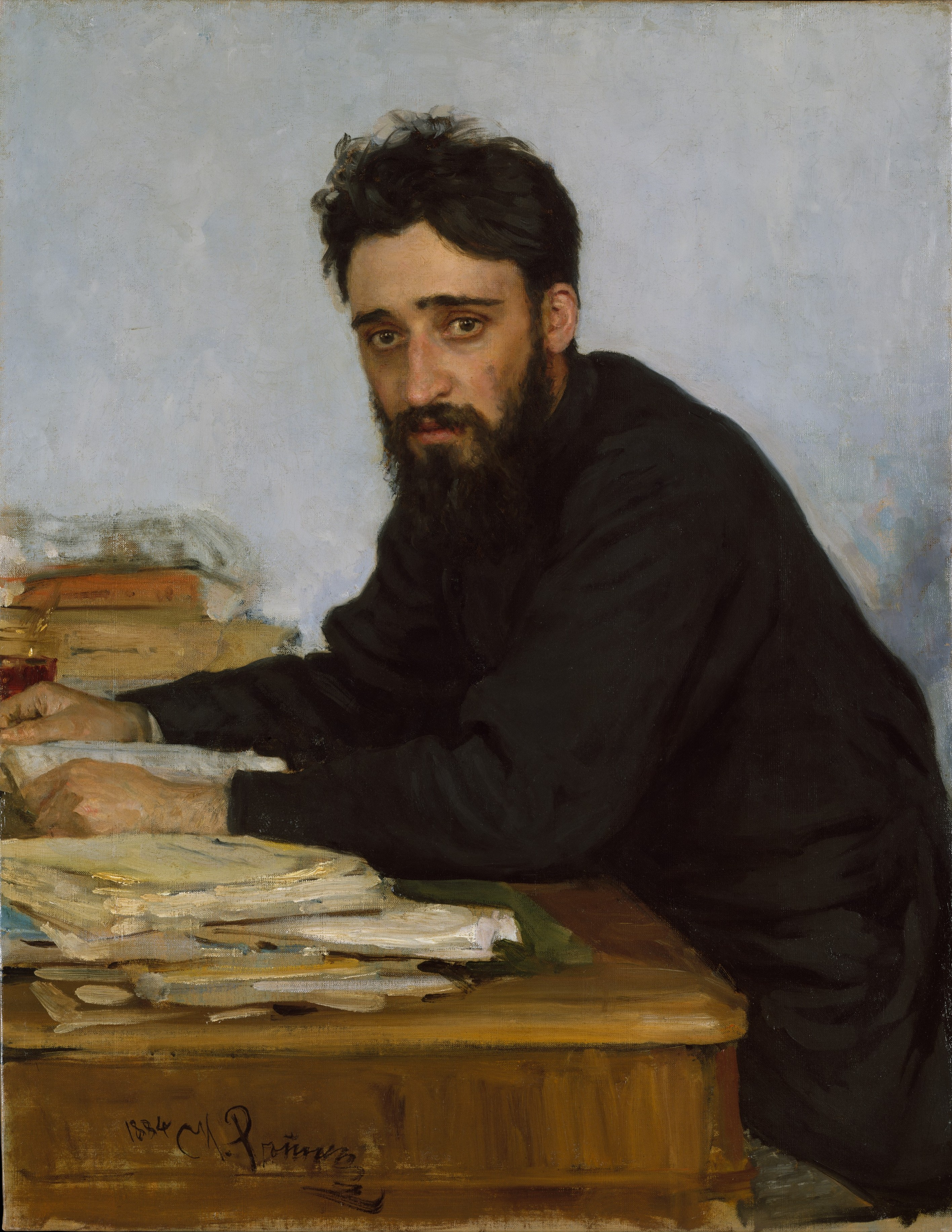
Портрет В. М. Гаршина (1884, Музей мистецтва Метрополітен)

Картина «Не чекали» належить до так званої народовольчої серії Рєпіна, де є також картини «Арешт пропагандиста» (1880—1889, 1892, ДТГ), «Перед сповіддю» (або «Відмова від сповіді», 1879—1885, ДТГ), «Зібрання» (1883, ДТГ) та інші.
Рєпін почав працювати над картиною «Не чекали» на початку 1880-х, перебуваючи під враженням від убивства імператора Олександра II, вчиненого 1 (13) березня 1881 року, а також від публічної страти народовольців-першоберезнівців, які до нього були причетні. Ця страта відбулась 3 (15) квітня 1881 року, і Рєпін був на ній присутній.
У картини «Не чекали» є два варіанти. Перший розпочато 1883 року, на ньому зображалась дівчина-курсистка, що повертається додому. Ця картина, написана олією по дереву, була відносно невеликого розміру, 45,8 × 37 см. П'ятнадцять років по тому, 1898 року, Рєпін взявся доробляти цей варіант картини, дещо змінивши образ дівчини, що зайшла, обличчя якої нагадує його доньку Надю. Натепер цей варіант картини також є частиною колекції Третьяковської галереї.
У 1884 на дачі в Мартишкіні під Санкт-Петербургом Рєпін починає писати другий, основний, варіант картини, більший за розміром і значно змінений: до кімнати входить не дівчина, а чоловік. Позували художникові члени його родини та деякі знайомі. Зокрема, дружину чоловіка, що повертається, написано з Віри Олексіївни, дружини Рєпіна, і Варвари Дмитрівни Стасової; матір — з Євгенії Дмитрівни Шевцової, тещі художника; хлопчика — з Сергія Костичева, сина сусідів по дачі (потім — біохіміка, професора та академіка); дівчинку — з Віри Рєпіної, доньки художника, а покоївку — з прислуги Рєпіних. Вважається, що обличчя чоловіка, який заходить, могло бути написаним зі Всеволода Гаршина, над портретом якого Рєпін працював 1884 року.
В одному з ранніх варіантів на картині був зображений батько засланця, що повідомляє решту про його прибуття. Крім того, критик Володимир Стасов згадував, що була ще фігура «якогось старигана». У кінцевому варіанті картини Рєпін залишив тільки тих персонажів, які, на його погляд, були необхідними для психологічного розкриття обраної ним теми, а також для «збереження дієвості сцени».
Того ж 1884 року картину представлено на 12-й виставці Товариства пересувних художніх виставок, яка відбувалася в Петербурзі. Спочатку Павло Третьяков не спішив купувати цю картину. Він повідомив Рєпіну: «В картині Вашій багато переваг, але є й вади; її зміст мене не цікавить, але на публіку вона, схоже, дуже діє». Рєпін сам був не зовсім задоволений вирішенням художньої ідеї на картині, зокрема — концепцією головного героя, що повернувся із заслання.
Відтак картина «Не чекали» перебувала у складі виставки, яка подорожувала іншими містами Росії. Після цієї подорожі Павло Третьяков нарешті повідомив художника про свій намір купити цю картину. Рєпін, однак, відмовився її продавати, сказавши, що, по-перше, Федір Терещенко вже висловив бажання купити це полотно, а по-друге, він сам лаштується переписати головного героя твору. Коли цю роботу було завершено, Павлові Третьякову все ж вдалося долучити цю картину до своєї колекції, хоч для цього йому довелося заплатити більше — не п'ять тисяч рублів, про які йшла мова спершу, а сім тисяч.
Після цього Рєпін доробляв картину 1885, 1887 і, нарешті, 1888 року. Ці пізніші зміни торкнулися здебільшого виразу обличчя чоловіка, що входить. Картину в тому вигляді, в якому вона була до змін 1885 року, сфотографував Андрій Деньєр і у жовтні 1884 року подарував це фото художньому критику Володимирові Стасову.
За спогадами хранителя Третьяковської галереї Миколи Мудрогеля, одну з поправок до обличчя засланця Ілля Рєпін зробив за відсутності Павла Третьякова, сказавши працівникам галереї: «Ви не хвилюйтесь. Я говорив із Павлом Михайловичем про поправку обличчя на картині „Не чекали“. Він знає, що я маю зробити». Третьякову ж ця поправка не сподобалась: він вважав, що вона псує картину.

## Опис

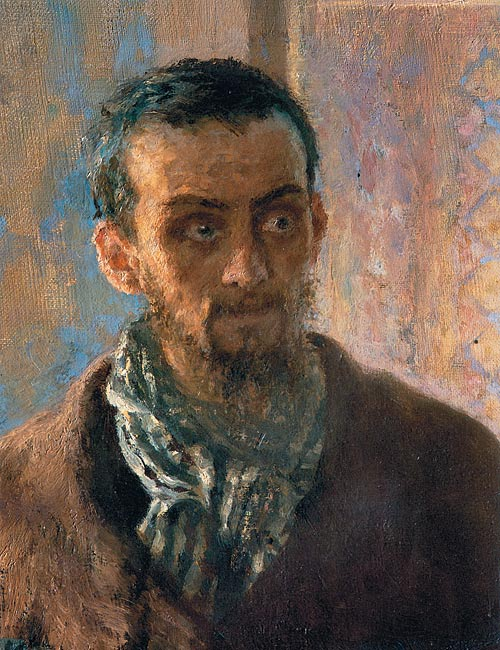
Обличчя засланця (деталь картини)

На картині зображено момент, коли в кімнату несподівано для присутніх заходить чоловік — політичний засланець, який повернувся з далеких країв. Очевидно, що його приходу не чекали, і тому перша реакція членів сім'ї на його повернення різниться. Безсумнівною є радість жінки за фортепіано (його дружини) і хлопчика, що сидить за столом. Дівчинка дивиться насторожено — можливо, що вона взагалі ще не розуміє, хто цей чоловік. У погляді покоївки, що стоїть у дверях, можна відчути недовірливе здивування. На передньому плані — літня жінка, мати чоловіка, що повернувся. Її похилена постать передає глибоке зворушення від такої події.
Головним завданням художника було показати неочікуваність повернення засланого народовольця, а також усю гаму пов'язаних із цим переживань — як його особистих, так і членів його сім'ї. Вираз обличчя засланця, а також нахил його голови Рєпін переписував щонайменше тричі, ніби вибираючи між піднесено-героїчним і мученицьки-втомленим варіантами, і зрештою зупинившись на запитально-невпевненому виразі, який поєднував у собі героїзм і страждання. У кінцевому варіанті вигляд чоловіка, що повернувся, викликає асоціації з притчею про «повернення блудного сина».
Головним психологічним вузлом композиції є динаміка фігур засланця та його матері, а також зустріч їхніх поглядів. У цей перший момент повернення фігура матері слугує єднальною ланкою між її сином, який поки що здається чужим у цьому світлому інтер'єрі, та рештою членів родини. Рух матері, спричинений несподіваним поверненням сина, підкреслено зрушеним кріслом на передньому плані картини. Впевнено написані руки матері, а також руки жінки засланця, яка сидить за роялем.
У період, коли багато революціонерів-народовольців було в тривалому засланні, повернення одного з них до рідної домівки можна було прирівняти до «нежданого чудесного явлення» або ж навіть «воскресіння». Мистецтвознавці відзначали: композиція картини, зокрема постать матері, що встає з крісла назустріч синові, який повернувся, — має аналогію з євангельськими сюжетами воскресіння Лазаря та вечері в Еммаусі, а також із картиною Олександра Іванова «Явлення Христа народу».
Багато подробиць, як-от фігури дітей, що сидять за столом у правій частині полотна, та деталі інтер'єру кімнати, — надають картині життєвості, жанрової впевненості та ліричної теплоти. До таких деталей належить образ дівчинки з характерно схрещеними під столом ніжками, а також уся з любов'ю написана обстава типового житла інтелігентної сім'ї того часу.
Інтер'єр квартири прикрашено репродукціями, які мають значення для оцінювання політичних настроїв у цій сім'ї та символіки картини. Це портрети письменників-демократів Тараса Шевченка та Миколи Некрасова, зображення імператора Олександра I, вбитого народовольцями, на смертному одрі, а також Христос на Голгофі — символ співчуття та спокутування, який інтелігенти-революціонери пов'язували зі своєю місією.

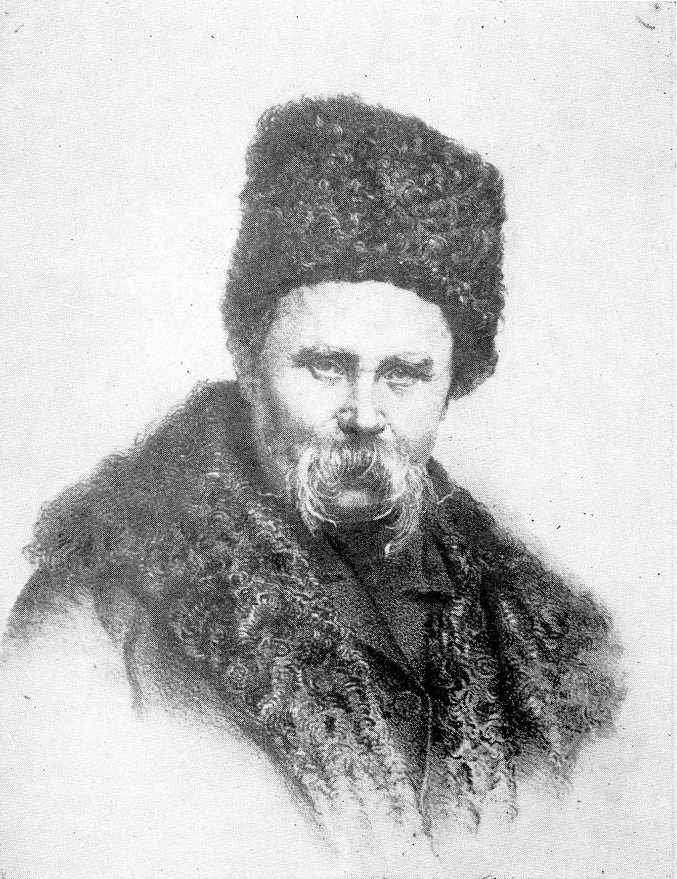
Микола Мурашко. Портрет Т. Г. Шевченка (1859)
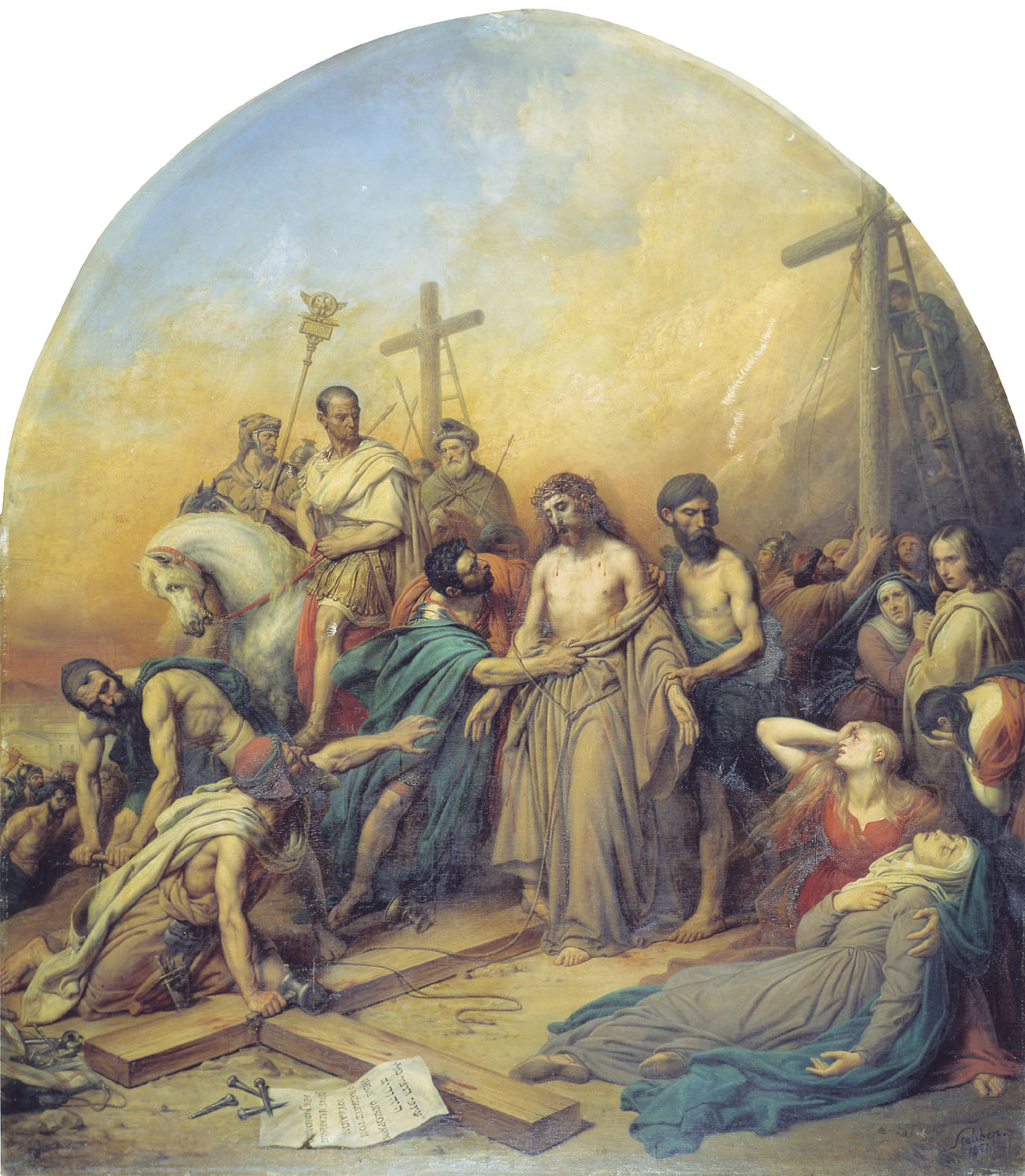
Ш. де Штейбен[en]. «На Голгофі» (1841)
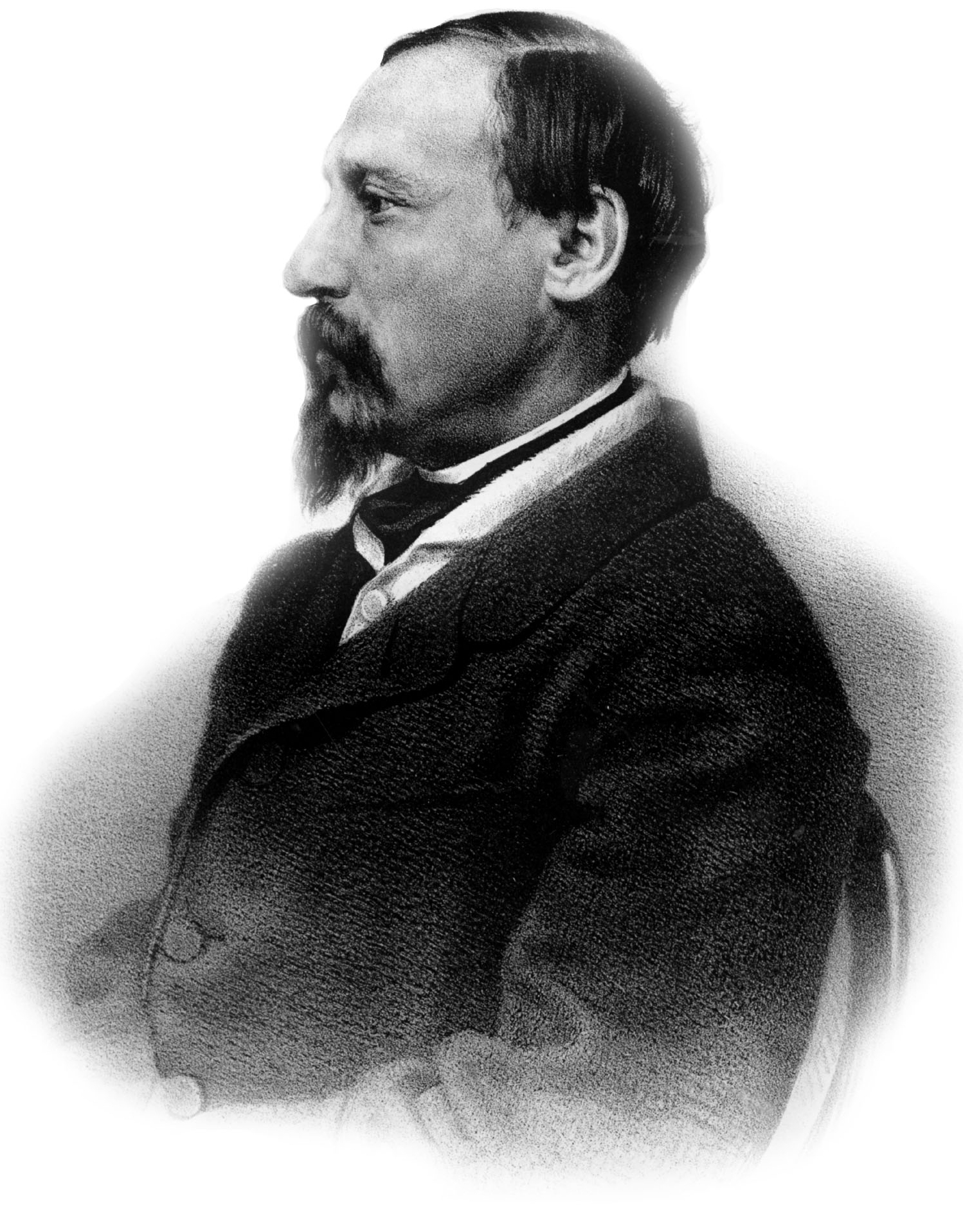
П. Ф. Борель. Портрет Миколи Некрасова (1860-ті)
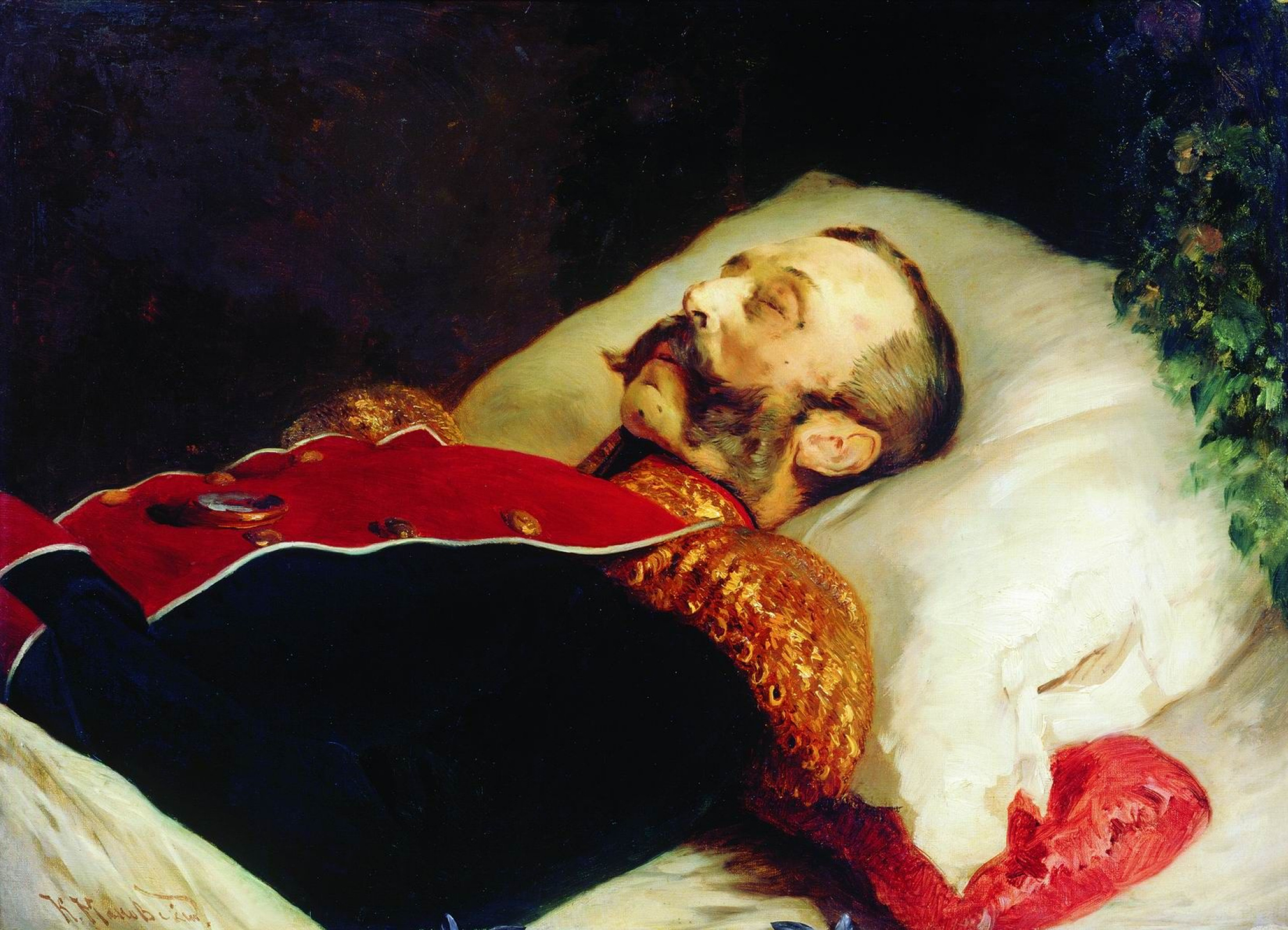
Костянтин Маковський. «Портрет Олександра II на смертному одрі» (1881, Третьяковська галерея)

Критики особливо відмічали композицію і колорит картини. Зокрема, мистецтвознавець Олексій Федоров-Давидов писав:
|  | Насправді натуральне тут упорядковане і зведене до певної системи, тим строгішої та гармонійнішої, що гадана випадковість живої дійсності виконує завдання показати піднесену мораль, душевну благородність і величність учинків як природне життя і почуття простих людей. Зберігаючи свою природність, вони стали в зображенні Рєпіна настільки ж достовірно історичними героями, як це було в умовному піднесенні героїв історичного живопису минулого. |

Згодом подібну композицію використовували в деяких творах інші художники, наприклад, у картині «Знову двійка» Федора Решетникова (1952, ДТГ).

## Відгуки та критика

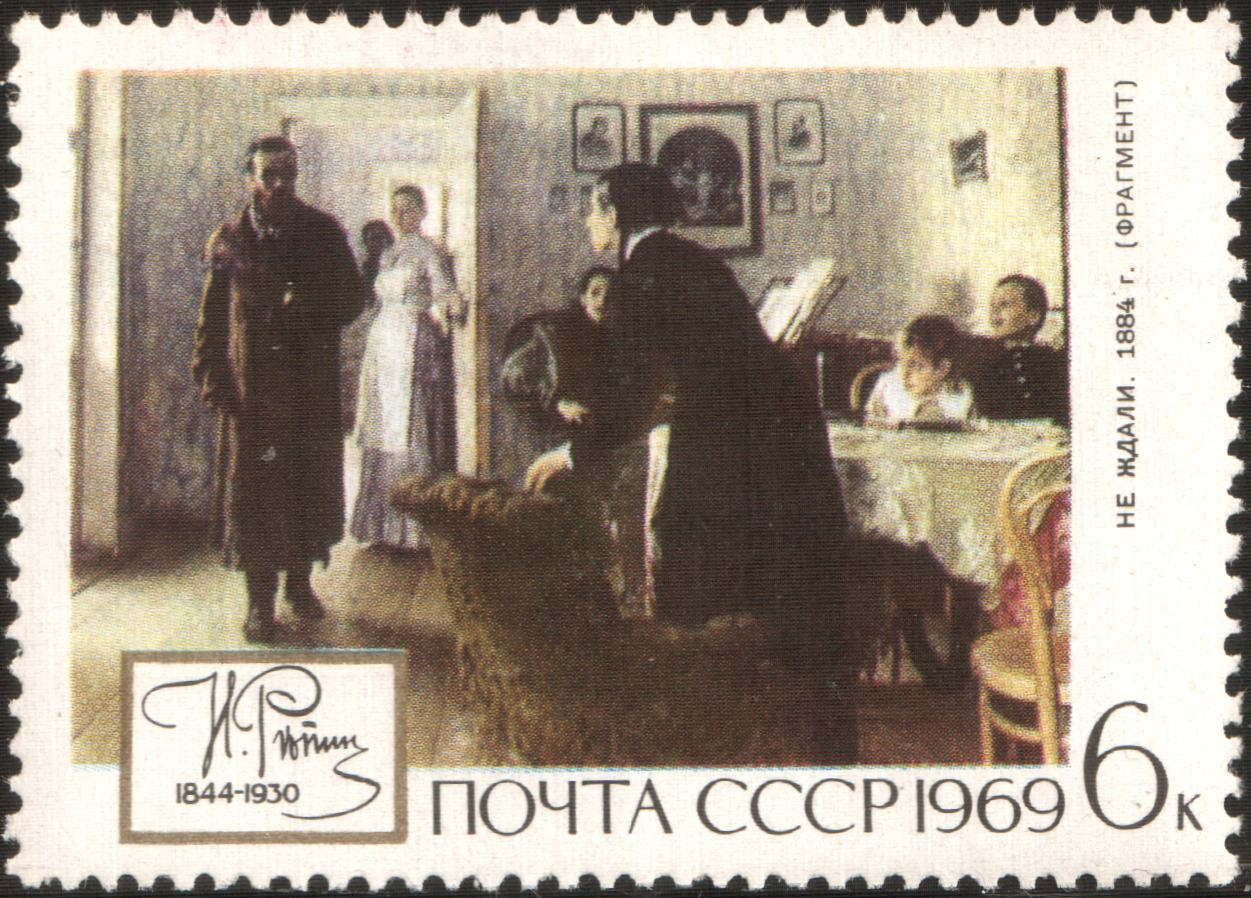
Картина «Не чекали» на поштовій марці СРСР 1969 року.

Критик Володимир Стасов високо цінував картину «Не чекали» і називав її «шедевром усієї російської школи». Коли картина з'явилася на виставці «пересувників», він писав:
|  | Найталановитіша, найчудовіша картина усієї виставки — картина Рєпіна «Не чекали». У ній найбільше глибокого змісту, вираження світлої думки. Вона без рум'ян і фальші зображає сучасність, її найкраще оцінила і полюбила за це публіка. |

Художник і критик Олександр Бенуа розказував про своє двояке ставлення до картини «Не чекали». У своїй книжці «Історія російського живопису XIX століття» він відзначав, що слабким місцем цієї картини є «підлаштованість фабули, гримаси акторів, грубість оповіді». Він писав, що в цій картині «наш погляд ковзає по ходульній мелодрамі, по досить поверхнево створених типах, але зате з насолодою зупинявся на прекрасно написаному intérieur'і, на сильних сірих барвах, на бадьорому, простому живописі».
Мистецтвознавець Олексій Федоров-Давидов у своїй книжці про Рєпіна писав:
|  | Полотно «Не чекали» — видатна картина Рєпіна за красою та майстерністю її живописного рішення. Вона написана в пленері, наповнена світлом і повітрям, її світлий колорит надає їй м'яку та світлу ліричність, що пом'якшує драму… Знайшовши й показавши дійсних героїв свого часу, художник зробив великий поступ уперед у розвитку як жанрового, так і історичного малярства. Точніше, він досягнув їх особливого злиття, яке відкривало можливість створенню (ред.) історичного живопису на сучасні теми. |